# Guido Pierleone
Guido Pierleone (Roma, ... – Roma, 25 aprile 1228) è stato un cardinale e vescovo cattolico italiano.

## Biografia
Nato a Roma da nobile famiglia di origine orvietana, divenne canonico del capitolo della cattedrale di Piacenza.
Nel concistoro del 1205, papa Innocenzo III lo nominò cardinale diacono di San Nicola in Carcere e in concomitanza lo fece membro della Cancelleria Apostolica, della quale fu vice cancelliere dal 1222 al 1226. Nel 1213 divenne cardinale protodiacono e come tale, nel 1216, proclamò la nomina a papa del cardinale Cencio Savelli. Il 18 dicembre 1221 fu consacrato vescovo e gli venne assegnata la sede suburbicaria di Palestrina. Fu legato pontificio in Lombardia.
Morì a Roma il 25 aprile 1228.

## Conclave
Durante il suo periodo di cardinalato Guido Pierleone partecipò ai seguenti conclavi:
- conclave del 1216, che elesse papa Onorio III
- conclave del 1227, che elesse papa Gregorio IX

## Genealogia episcopale
La genealogia episcopale è:
- Papa Gregorio IX
- Papa Onorio III
- Cardinale Guido Pierleone